# Петровићи из Неготина
Петровићи, породица војводе крајинске нахије Хајдук Вељка Петровића и његове браће, војводе Милутина Петровића, војводе Станка Петровића, војводе Огњена Петровића и капетана и пекског кнеза Миљка Петровића, били су породично војводе крајинске нахије. Родом су из Леновца из црноречке нахије. Потомци Хајдук-Вељка и сестре Станоја Главаша су Хајдук-Вељковићи, а потомци Хајдук-Вељковог брата војводе Милутина Петровића и Станице из породице капетана Радича Петровића су Петровићи. Потомци војводе Станка Петровића се презивају ,,Станковићи”, док се потомци војводе Огњена Петровића презивају ,,Огњеновићи”, данас фамилија Станковић и Огњеновић носе заједнички назив, Крањчићи

## Крајинске војводе Станко и Огњен Петровић
Војводе Станко и Огњен су се населили у Осипаоници. Након доласка добијају имање од Општине где се данас налазе Крањске колибе. Тада је поред колиба текла река ,,Велика Морава”, која је касније променила ток.
Због страха од турске освете браћа мењају презиме, те по Станковом имену потомци добијају презиме Станковић, а по Огњеновом имену презиме Огњеновић.
По доласку у Осипаоницу, мештани им дају надимак Крањчићи из разлога што су се доселили из Неготинске Крајине.
Марко Станковић
Марко је први и најстарији син Војводе Станка Петровића, дошао је из Крајине са оцем. Супруга му се звала Ружа. Имали су три детета: Јанка, Симу и Живојина. Јанку се губи траг у Балканским ратовима.
Живојин Станковић
Живојин је Крањска линија који носи надимак ,,Крка”. Надимак су добили по некој баби која је ,,Кркљала” док је говорила. Живојин је имао синове Миливоја и Данила.
Сима Станковић
Сима је најстарији Марков син (рођ. 1832.) На надгробном споменику пише да је живео 90 година (преминуо 1922.). Симина жена звала се Стевана, имала је шест прстију на ногама, те су је прозвали ,,Шестопрста”. Стевана потиче из породице Новаковић. Преминула је 1913. у 80. години, имали су 13 детета од којих су преживели Светозар и Игњат. Игњат није имао потомства.
Светозар (Тоза) Станковић
Рођен је 1864. године од оца Симе и мајке Стеване. ,,Тозина” супруга, Здравка је из породице Маринковић. Њен деда дошао је из Бугарске. Име му је било ,,Маринков”, на основу имена потомци добијају презиме ,,Маринковић”. Стеван и Здравка имали су пет детета:
1. Ћерку Лепосаву са супругом Михајлом Катићем (имају потомке.)
2. Сина Чедомира (нема потомака.)
3. Сина Драгутина (нема потомака.)
4. Сина Властимира, његова супруга Роксанда Танаксковић (имају потомке.)
5. Ћерку Дару са супругом Чедомиром Илићем (имају потомке.)
Светозар је преминуо 1943. године
Потомство Петровића
Дана 30.07.2022. након 200 година од досељавања браће Петровић, фамилија ,,Крањчићи” се окупила на једном месту где је Мирослав Станковић представио породично стабло ,,Крањчића”. Званично, од Станковог потомства, укупно има 221 потомак породице Петровић, од којих су 137 живих. Већина потомака данас живи у Осипаоници, док остали живе у Пожаревцу, Скобаљу, Драговцу, Београду...

## Петар Радовић
Петровићи и Хајдук-Вељковићи воде порекло од Петра Радовића, Хајдук-Вељковог оца по коме су добили презиме Петровић
Према предању Јован Радовић, отац Петров, доселио се из Доње Мораче (Колашин) првом половином 18. века у Србију (прво у Бољевац, а лотом у Леновац, у Црну Реку, где је већ било неколико породица пореклом из колашинског краја.
Петар Радовић постао је ускоро најпознатији узгајивач стоке и произвођач сирева у крају, због чега је био познат као Петар Сирењар. 
Петар Радовић је поред најстаријег сина Вељка имао и синове Милутина и Миљка, као и кћерку Миланку.

## Крајински војвода Хајдук-Вељко Петровић (1780-1813)
Војвода крајинске нахије (од 21. августа 1811) Хајдук Вељко Петровић, родом из Леновца, црноречка нахија, погинуо 1813. у Неготину..
Вељко Петровић као дечак отишао је од куће и бавио се различитим пословима, док, након једног инцидента, није морао да се одметне у хајдуке, где је четовао у дружини познатог хајдучког харамбаше и Карађорђевог пријатеља Станоја Главаша.
Хајдук-Вељко Петровић учествовао је на збору у Орашцу на празник Сретења Господњег 1804, који се данас прославља као национални празник - Дан државности Србије.
Хајдук-Вељко оженио се удовицом Маријом (Марицом) Јовановић из Дубоне, а родом из Селевца, најмлађом сестром по мајаци Станоја Главаша. У Дубони били су касније магацини оружја и барутана, за чијег чувара је Карађорђе одредио Хајдук Вељка.
Хајдук-Вељко је са Маријом имао сина Радивоја - Раку и Миљка. Радивојеви потомци су Хајдук-Вељковићи. Миљко није имао потомака.
Хајдук-Вељко са другом женом Чучук Станом није имао деце.

## Хајдук-Вељковићи

### Радивоје Петровић Хајдук-Вељковић (1807-1850)
Радивоје - Рака, син Хајдук-Вељка и Марије, сестре Станоја Главаша, имао је са Јеленом синове Милована и Милана Хајдук-Вељковића.

### Милован Р. Хајдук-Вељковић, народни посланик за Јасенички срез
Милован - Мида Хајдук-Вељковић био је народни посланик у Народној Скупштини за јасенички срез. Имао је синове Стевана и Спасоја.

#### Стеван М. Хајдук-Вељковић, председник општине
Стеван Хајдук-Вељковић био је председник општине у Дубони, чиновник у Смедереву. Имао је у Дубони 60 ланаца земље. Стеван Хајдук-Вељковић и Стојана имали су синове Владимира, Божидара, Данила и Вељка.
Стеван Хајдук-Вељковић умро је од пегавог тифуса којим се заразио на фронту, где је био у посети сину Божидару у време епидемије ове заразне болести 1915. године.

##### Бан вардарске бановине мајор Владимир С. Хајдук-Вељковић (1892-1939)
Мајор Владимир Хајдук-Вељковић, Хајдук-Вељков праунук, бан вардарске бановине, државни саветник, начелник МУП, народни посланик за јасенички срез, члан Радикалне странке и ЈЕРЕЗ-е, завршио је Правни факултет у Београду а као питомац Војне академије учествовао је у ратовима 1912-1918. одликован је са две Карађорђеве звезде са мачевима и ванредно је унапређен у чин капетана 1. кл. Поставаљен је за бана вардарске бановине фебруара 1939. године. Бана Владимира Хајдук-Вељковића, после литургије у Саборној цркви на краљев рођендан 6. септембра 1939. и после примања честитки тим поводом у банској палати, испред Официрског дома, пред очима супруге, убио је из службеног револвера Богољуб Иванишевић родом из Мостара, надзорник полицијске страже, који је тог дана добио решење о отказу због више службених прекршаја. Бан Владимир Хајдук-Вељковић сахрањен је на Новом гробљу у Београду.
Владимир Хајдук-Вељковић два пута се женио. Прва жена Милица Хајдук-Вељковић, рођ. Јокић из Београда, завршила је фармацију и била власник апотеке у Смедеревској Паланци.
Друга жена Јелена Хајдук-Вељковић, била је удовица. Њена је била палата од 5 спратова у Доситејевој 3 на Дорћолу у Београду.
Владимир Хајдук-Вељковић није имао деце.

##### Божидар С. Хајдук-Вељковић, економиста
Божидар Хајдук-Вељковић био је економста. Објавио је 1925. једну књигу о економији. Учествовао је у Првом светском рату. Отац Стеван Хајдук-Вељковић посетио га је на фронту 1915. и тада се заразио тифусом од кога је умро исте године.
Божидар Хајдук-Вељковић је имао сина Слободана и кћерку Бојану. Слободанови синови су Душан, његов син је Бранко и Зоран, чији син је Давид.

##### Данило С. Хајдук-Вељковић, земљопоседник
Газда Данило С. Хајдук-Вељковић био је највећи поседник земље у општини Дубона, где је имао у власништву 50 хектара ораница и шума. Душан Д. Хајдук-Вељковић био је општински чиновник крајем Другог светског рата.
Газда Данила С. Хајдук-Вељковића убили су партизани 1944. године..
Данило Хајдук-Вељковић је имао синове Милована, Душана и Стевана.

###### Душан Д. Хајдук-Вељковић, чиновник
Душан Д. Хајдук-Вељковић био је општински чиновник крајем Другог светског рата.

###### Стеван Д. Хајдук-Вељковић (1920-2008)
Стеван Д. Хајдук-Вељковић, син Данила Хајдук-Вељковића је имао синове Предрага и Данила (1951) и кћерку Љиљану. Стевана Хајдук-Вељковића је нова комунистичка власт, почев од 1945. прогањала. Конфисковали су му сву имовину, 24 хектара земље.

###### Данило С. Хајдук-Вељковић
Данило С. Хајдук-Вељковић, син Стеванов, је правник, био је чиновник Министарства трговине (тржишни инспектор). Данилови синови су Душан (1986) и Вељко (1987) Хајдук-Вељковић.

##### Вељко С. Хајдук-Вељковић
Вељко С. Хајдук-Вељковић је имао синове Драгољуба, Алексу и Владету. Драгољубови син је Миодраг, чији син је Јовица Хајдук-Вељковић. Владете Хајдук-Вељковића синови су Љубивоја и Момчило. Љубивоја Хајдук-Вељковића син је Драган.

#### Спасоје М. Хајдук-Вељковић
Спасоје М. Хајдук-Вељковић, син Милована, а унук Радивоја - Раке, Хајдук-Вељковог сина, имао је сина Грујицу. Грујицини синови су Милан и близанци Милосав и Видосав (1919—2003). Миланови синови су Лазар (чији син је Драган), Петар и Спасоје. Милосављеви синови су Србољуб (чији син је Предраг) и Мирољуб. Видосављев син је Драгољуб а његов син Предраг.

### Милан Р. Хајдук-Вељковић
Милан Хајдук-Вељковић син Радивоја Раке, сина Хајдук-Вељковог имао је синове Петра и Живана.

#### Петар М. Хајдук-Вељковић
Петар М. Хајдук-Вељковић, син Милана Хајдук-Вељковића имао је синове Радоицу, Светозара и Велимира. Радоица је имао сина Александра (чији је син Миодраг), као и кћерку Ангелину. Светозар је имао сина Алексу и ћерке Живанку и Олгу.

#### Живан М. Хајдук-Вељковић
Живан М. Хајдук-Вељковић је имао синове (Милутина и Драгутина) Милорада и Милосава и кћерке Зорку и Лепосаву. Милосављев син је Живадин, његов син Слободан, а његов Стеван.

### Миљко Петровић Хајдук-Вељковић
Миљко Петровић Хајдук-Вељковић син Хајдук Вељка и Марија (Марице), сестре Станоја Главаша, који је добио име по свом стрицу Миљку Петровићу, и брат Раке Хајдук-Вељковића није имао потомства.

## Крајински војвода Милутин Петровић (1791-1861)
Хајдук-Вељков брат војвода крајинске нахије од 1. августа 1813) Милутин Петровић, државни саветник од 1. јула 1841, члан суда чачанског, зајечарски капетан (1833), кнез хомољски у пожаревачкој нахији (1822) родом из Леновца, црноречка нахија. Био је ожењен Станојком - Станицом из Сикола породице фрајкорског капетана Радича Петровића.
По војводи Милутину Петровићу Ери књаз Милош дао је име Петровцу на Млави, када га је основао 1859. године.
Милутин Петровић Ера имао је кћерку Станицу која је у 16. години живота погинула књаз Милошевом кривицом. После тог догађаја Милутин и Миљко, који су дотада поджавали књаз Милоша, окренули су се против њега.
Милутин Петровић Ера био је најбољим пријатељским односима са Милосавом Здравковићем Ресавцем.
Милутин Петровић Ера,који је до смрти живео у Пожаревцу, је имао сина Саву, среског начелника у Петровцу. Савини синови су Јован и Јеврем, писар.

### Капетан Сава М. Петровић, срески начелник
Сава М. Петровић син војводе Милутина Петровића, био је срески начелник у Петровцу. Имао је два сина Јована и Јеврема.. Капетан Сава Петровић учествовао у борбама против Мађара 1848. где је отишао са оцем.

### Јеврем С. Петровић
Унук војводе Милутина Петровића, Јеврем Петровић, писар, потом трговац у Пожаревцу. Био је командир 1.моравског ескадрона у одликован сребрном медаљом за храброст.
Умро у Пожаревцу 1885. године. Скупштшина 1889 одредила његовој удовици за његове заслуге пензију од 60 динара. Јеврем Петровић је тајно од родитеља отишао у војводину и пријавио се у добровљце где је учествовао у више битака. Потврду написао генерал Стеван Книћанин: "да је тај младић у 4 главне битке участвовао: на Вилову 3 пута и 1 пут на Жабљаку, и свуда се славно борио,као што се само унуку Ајдук-Вељка пристоји; име му је Јефрем". Ипак су га упркос његовом противљењу вратили кући. У рату 1876-1876, командир је 1. моравског ескадрона награђен сребрном медаљом за храброст.
Јеврем Петровић био је ожењен Маријом кћерком др Димитрија Капариса (1805—1875), пореклом Грка из Епира, где је завршио медицину, општинског и војног лекара у Пожаревцу и другим местима. Димитрије је дошао у Србију 1837. и до 1844. је радио као војни лекар, хирург округа пожаревачког и физикус округа црноречког, од кнеза Милоша је добио чин поручника, умро је 23. јуна 1875. у Пожаревцу. Био је ожењен Катарином из банатске Беле Цркве која се школовала у Русији. Осим Марије Капарис имали су сина Теодора и ћерку Софију била удата за Цветка Ђорђевића унука војводе Чолак Анте, по кћерки Ани Ђорђевић, рођ. Чолак-Антић. Димитрије Капарис, војни лекар, објављује да је 1866. незгодним случајем поломио ногу и да шест недеља не може излазити (Пожаревац, 30. август 1865, СН. 444).
Др Теодор Капарис је завршио медицину, умро је млад у Русији од сепсе добијене од посекотине приликом једног сецирања.
Јеврем Петровић је са Маријом имао сина Миливоја и Милутина, као и кћерке Станку и Милицу. Пошто је Миливоје био ожењен праунуком војводе Чолак Анте, са Чолак-Антићима су били у двоструком сродству.

#### Пуковник др Миливоје Ј. Петровић (1877-1938)
Син Јеврема Петровића, унука војводе крајинске нахије Милутина Петровића је санитетски пуковник Миливоје Петровић (1877-1938), „херој са Чеврнтије", витез Карађорђеве звезде, витез Легије части, један од оснивача стоматологије у Србији. Пуковник Миливоје Петровић завршио је медицину и специјализовао стоматологију у Грацу. Основао је после Првог светског рата Стоматолошку клинику Војне болнице.
Санитетски пуковник др Миливоје Петровић био је одликован Карађорђевом звездом због тога што је у време Битке на Дрини, односно Битке код Сремске Митровице 1914. после повлачења Тимочке дивизије препливао Саву и спасао заставу пука „Хајдук-Вељко“, Тимочке дивизије. Приликом пуцања понтонског моста командант 13. пука „Хајдук-Вељко“ Тимочке дивизије, узео је пуковску заставу и дао је санитетском мајору др Миливоју Петровићу, који је обмотао заставу око тела и пливајући пренео је на другу обалу Саве..
Др Миливоје Петровић је од доласка на Солунски фронт био коман-
дир 1. резервне болничарске чете и командир Регрутног центра у Водени, све до априла 1917. године. Тада бива премештен на фронт и постављен за референта санитета Вардарске дивизије. У Марту 1918, др Миливоје Петровић, референт санитета у Вардарској дивизији отворио је зубну станицу у Првом Завојишту Вардарске дивизије, само за оперативне радове. 28. маја 1918. године прелази на рад у Министарство војно.
Пуковник др Миливоје Петровић био је ожењен Драгицом Вучковић, чија је мајка Љубица Миловановић, кћерка Милана Миловановића, председника општине Крушевац, праунука крушевачког војводе Чолак-Анте Симеоновића, по његовој кћерки Јелени Хаџић, рођ. Чолак-Антић. Пошто је рођена тетка по мајци пуковника Миливоја Петровића Софија била удата за Цветка Ђорђевића, унука војводе Чолак Анте, по кћерки Ани Ђорђевић, рођ. Чолак-Антић, породица пуковника Миливоја Петровића била је у двоструком сродству са Чолак-Антиним потомцима.
Пуковник Миливоје Петровић и Драгица Петровић имали су синове Вељка, Владету и Војина.

##### Гардијски капетан Вељко Петровић (1908-1978)
Гардијски капетан Вељко Петровић био је ожењен Анђелијом, унуком војводе Живојина Мишића. Нема потомства.

##### Гардијски капетан Владета Петровић (1911-1973)
Гардијски капетан Владета Петровић (1911-1973) провео је Други светски рат у немачком заробљеништву. Има потомства.
Са супругом Мирославом има ћерку Драгану. Драгана Петровић,венчано Ђокић, има ћерку Неду и сина Ненада. Неда има синове Луку и Николу а Ненад ћерку Леу и сина Лава

##### Др Војин Петровић (1913-1971)
Др Војин Петровић, одазвао се позиву генерала Драже Михаиловића упућеном 1944. године. Има потомства.

##### Ђелевићи

###### Потпоручник Јакша В. Ђелевић, први ађутант генерала Д. Михаиловића
Кћерка пуковника Миливоја Петровића из другог брака са Славком Обор-Кнежевић, Биљана, била је удата за потпоручника Јакшу В. Ђелевића, првог ађутанта генерала Драже Михаиловића.

## Крајински капетан и кнез Миљко Петровић (око 1795-1829)
Хајдук-Вељков брат крајински капетан и кнез пекски у пожаревачкој нахији (1826) Миљко Петровић, родом из Леновца, црноречка нахија. Погинуо 1829. борећи се против Турака у саставу руске војске у Влашкој (Румунији) код Силистрије. Његов старији брат Милутин пренео је његово тело у Неогитн и сахранио га у гробницу код старе цркве у Неготину, где су касније, кад су било пронађено, положено и Хајдук-Вељково тело 3. априла 1854.
Кнез Миљко Петровић имао је кћерку.

### Пантелићи
Кнез Миљко Петровић имао је кћерку, чија кћерка је била удата за Атанасија Пантелића, чиновника Министарства пошта и телеграфа. Код Пантелића налазила се сабља и диплома од руског цара које су послате након смрти кнеза Миљка његовој породици. На сабљи је натпис „Кнезу Миљку Петровичу, за храброст“.

## Крајински капетан Миленко Теодоровић
Крајински капетан Миленко Теодоровић, родом из Леновца, црноречка нахија, Хајдук-Вељков братанац, борио се и у Другом српском устанку 1815.

## Сродство
Петровићи су у сродству са Чолак-Антићима, Наумовићима, Оборкнежевићима, као и породицама Михаила Јовановића, министра правде, генерала Светомира Цвијовића, генерала Пантелије Јуришића, проф. Николе Поповића, ректора Београдског универзитета и др.